# Лавиринт
Лавиринт је грађевина у Кнососу, на острву Криту. По легенди то је био дворац краља Миноса. Име потиче од грчке речи λαβύρινθος (лабиринтос) од λάβρυς (лабрис) — „двосекла секира”, јер су по зидовима дворца биле на многим местима уклесане секире као својеврсни религијски амблеми. Отуд би лавиринт био „Палата секира“. Пошто дворац карактерише замршена унутрашња структура, са мноштвом заплетених одаја, пролаза и ходника, реч лавиринт се постепено поистовећивала са компликованом грађевином у којој се може залутати. По легенди у лавиринту је био затворен Минотаур. Лавиринт је био срушен око 1700. године п. н. е. Око 1900. године археолог Артур Еванс је очистио рушевине и пронашао остатке дворца. Површине је 16.000 m². Сматра се да се простирао на 2, а неки научници сматрају на 3, спрата. Центар је било двориште. У приземљу се налазила складишта хране. Свечане просторије биле су на спратовима, а до њих се долазило широким степеништем из омање сале у приземљу. На спратовима су се налазиле и стамбене собе. У дворцу су постојале посебне просторије за купање, а постојао је и канализациони систем.